# アーサー・ゴールデン
アーサー・サルツバーガー・ゴールデン（Arthur Sulzberger Golden、1956年12月6日 - ）は、アメリカ合衆国の小説家である。1997年のベストセラー小説『さゆり』(Memoirs of a Geisha)の作者である。

## 若年期と教育
ゴールデンは1956年12月6日にテネシー州チャタヌーガでベン・ヘイル・ゴールデンとルースの間に生まれた。母のルースはユダヤ系で、『ニューヨーク・タイムズ』発行人アーサー・ヘイズ・サルツバーガーの娘である。よってゴールデンはアドルフ・オックスの曾孫に当たる。ゴールデンが8歳の時に両親が離婚し、その5年後に父が死去した。
ゴールデンは、チャタヌーガ近郊のジョージア州ルックアウト・マウンテンで育ち、隣接するテネシー州ルックアウト・マウンテンの小学校に通学していた。中学と高校は、チャタヌーガの全寮制男子校であるベイラー・スクールに通い、1974年に卒業した。同年にハーバード大学に入学して日本美術を専攻した。その後、コロンビア大学大学院に入学して、1980年に日本史の修士号を取得したほか、中国語を学んだ。北京大学に短期間滞在した後、東京で働き、アメリカに戻ってボストン大学で英語の修士号を取得した。

## キャリア
ゴールデンの代表作は、1997年に発表されベストセラーとなった小説『さゆり』(Memoirs of a Geisha)である。この作品は6年かけて執筆されたが、その間に3回全面的に書き直された。書き直すごとに視点が変更され、最終的に「さゆり」の視点となった。
この小説の取材中、ゴールデンは多くの芸者・元芸者に取材を行った。この小説の日本語版『さゆり』が出版された後、ゴールデンの取材を受けたうちの一人である元芸者の岩崎峰子は、契約違反と名誉棄損でゴールデンを訴えた。芸者社会では顧客の情報を守ることは暗黙の了解であるため、小説の登場人物は全て匿名性を保つという契約だったが、それが守られていないと原告は主張した。2003年2月、ゴールデンが原告に賠償金を支払うことで和解した。
この本はニューヨーク・タイムズのベストセラーリストに発売から2年間載り続けた。英語版は400万部以上を売上げ、32の言語に翻訳された。2005年、ロブ・マーシャル監督、チャン・ツィイー主演で映画化され、第78回アカデミー賞で3部門を受賞した。
2000年、アカデミー・オブ・アチーブメントのゴールデン・プレート賞を受賞した。

## 私生活
ゴールデンはトルーディー・レジー(Trudy Legge)と結婚し、2人の子供をもうけた。ゴールデンはマサチューセッツ州ダートマスに居を構えている。